# Piperia elongata
Piperia elongata là một loài thực vật có hoa trong họ Lan. Loài này được Rydb. miêu tả khoa học đầu tiên năm 1901.

## Hình ảnh

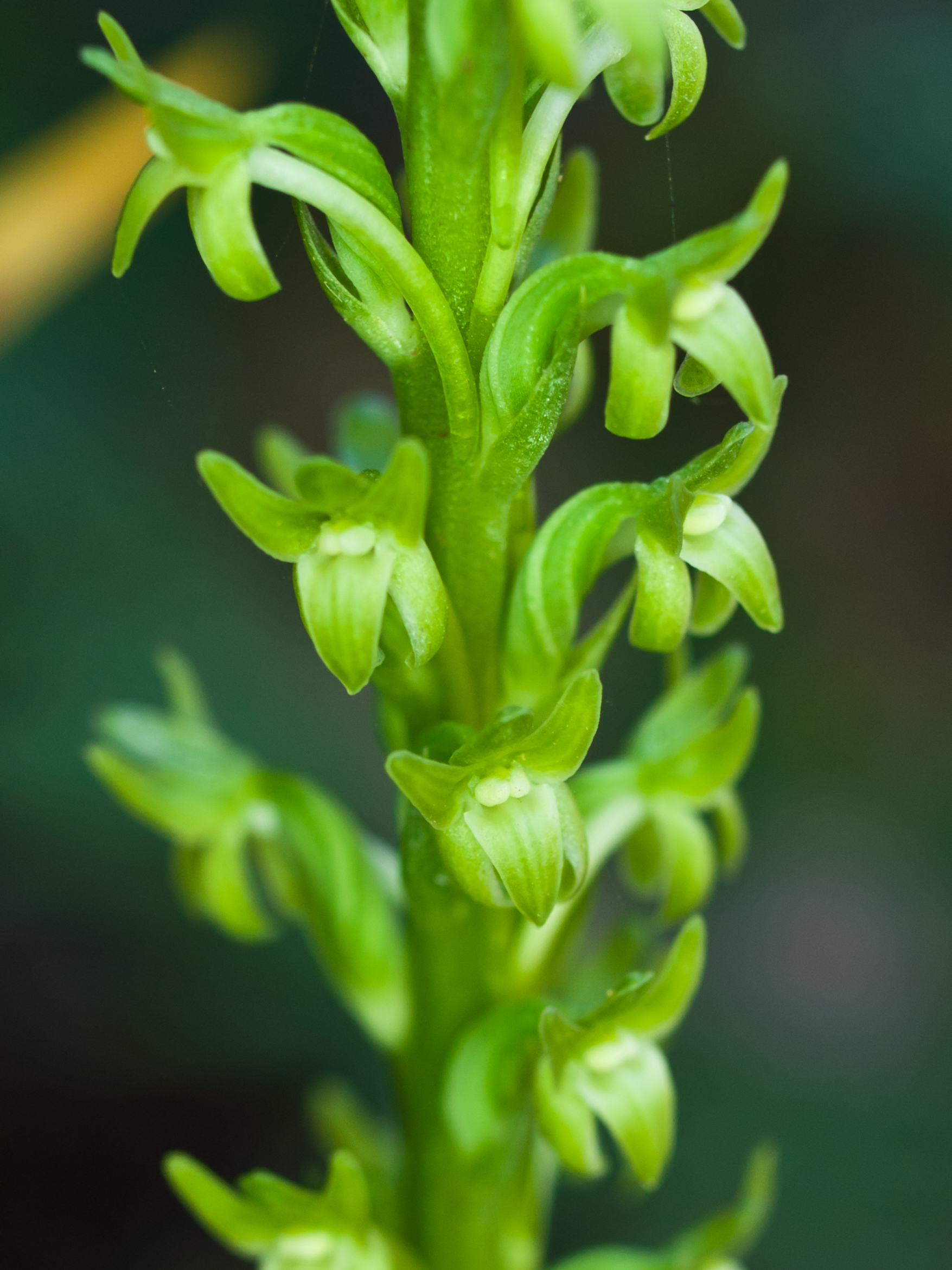
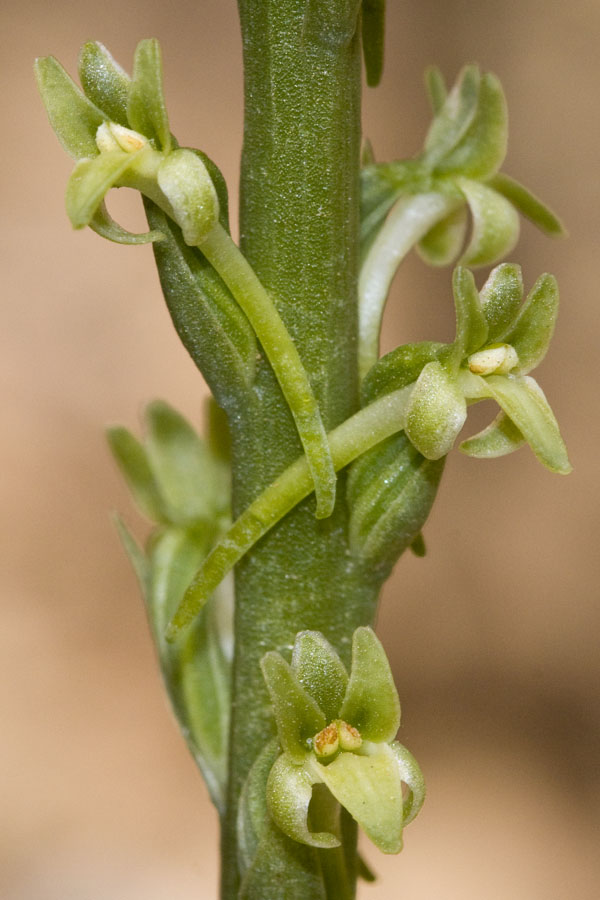